# Лагевники (Велюнський повіт)
Лагевники (пол. Łagiewniki) — село в Польщі, у гміні Чарножили Велюнського повіту Лодзинського воєводства.
Населення — 518 осіб (2011).
У 1975-1998 роках село належало до Серадзького воєводства.

## Демографія
Демографічна структура станом на 31 березня 2011 року:
|          | Загалом | Допрацездатний вік | Працездатний вік | Постпрацездатний вік |
| -------- | ------- | ------------------ | ---------------- | -------------------- |
| Чоловіки | 253     | 56                 | 169              | 28                   |
| Жінки    | 265     | 58                 | 139              | 68                   |
| Разом    | 518     | 114                | 308              | 96                   |